# Nana Visitor
Nana Visitor, née le 26 juillet 1957 à New York, (État de New York, États-Unis), est une actrice américaine.
Elle est connue pour avoir joué le rôle de Kira Nerys dans Star Trek: Deep Space Nine.
Un astéroïde, (26733) Nanavisitor, est nommé en son nom.

## Biographie
Nana Tucker est née le 26 juillet 1957 à New York. Elle est la fille de Nenette Charisse, professeure de danse classique, et de Robert Tucker, chorégraphe. Elle est la nièce de l'actrice et danseuse Cyd Charisse.

## Carrière
Visitor a commencé sa carrière d'actrice dans les années 1970 sur les scènes de Broadway en se produisant dans My One and Only. Sa première apparition au cinéma fut dans le film d'horreur La Sentinelle des maudits en 1977 (alors créditée sous son nom de naissance, Nana Tucker). À la télévision, elle tenait un rôle dans la courte sitcom Ivan le Terrible en 1976 puis dans des rôles réguliers de 1978 à 1982 dans trois soap opéras : Ryan's Hope, The Doctors et On ne vit qu'une fois. Elle adopta définitivement son nom de scène "Nana Visitor" au début des années 1980.
En 1984, elle a joué dans un épisode de la saison deux de Rick Hunter. En 1985, Visitor apparut plusieurs fois dans la série télévisée MacGyver : dans l'épisode Situation explosive de la première saison en tant que Laura Farren et dans l'épisode MacGyver mort ou vif de la saison deux en tant que Carol Varnay. Elle fit également une apparition dans l'épisode Steele Blushing de la quatrième saison de Les Enquêtes de Remington Steele la même année. En 1986, elle obtint un rôle dans l'épisode Hills of Fire de la quatrième saison de K2000 mais aussi dans les épisodes Love at Second Sight et Love and Marriage, Part II de la saison trois des Routes du Paradis dans le rôle de Margaret Swann.
En 1987, Visitor apparut en tant qu'Ellen Dolan dans le pilote raté de la série The Spirit, une comédie à sensation adaptée du comics de Will Eisner, avec Sam J. Jones en tant que personnage principal et Garry Walberg jouant son père, le Commissaire Dolan.
En 1988, elle fut l'invitée dans la sitcom Night Court dans le rôle d'une patiente dérangée obsédée par les films. Cette même année, elle fit une apparition dans la série télévisée Dans la chaleur de la nuit en tant que propriétaire du journal Sparta. Elle eut également un rôle encore en 1988 dans la série Matlock. En 1989, Nana Visitor eut le rôle de Charmagne dans la série Docteur Doogie, une star du rock dont un nodule de la gorge fut retiré à l'hôpital de Doogie. Elle fut également la copine sulfureuse à l'écran de Miles Drentell dans l'épisode Succès de la deuxième saison de Génération Pub en 1989.
En 1990, Visitor partagea l'écran avec Sandra Bullock dans la sitcom ratée Working Girl, basée sur le film du même nom.
De 1993 à 1999, Nana Visitor joua dans la série Star Trek: Deep Space Nine en tant que Major (puis Colonel) Kira Nerys, une combattante/terroriste réformée de la planète Bajor, ayant combattu durant l'occupation de son monde par les cardassiens. À la fin de l'occupation, elle a été nommée premier officier de la station spatiale éponyme à la série, construite par les cardassiens et récupérée puis administrée par Starfleet.
Après la fin de DS9, Visitor obtint un rôle régulier en tant que méchant, le Docteur Elizabeth Renfro dans la série Dark Angel puis en tant que Roxie Hart dans la comédie musicale Chicago. Elle eut ensuite le rôle de Jean Ritter dans la série Wildfire d'ABC Family, qui débuta le 20 juin 2005.
En 2008, elle apparaît en tant qu'Emily Kowalski, une patiente mourant d'un cancer dans l'épisode Foi de la quatrième saison de Battlestar Galactica. Elle eut également un petit rôle en tant que Pamela Voorhees dans la version 2009 de Vendredi 13. Elle prêta sa voix dans la série animée Les Griffin, en tant que Rita dans l'épisode Brian's Got a Brand New Bag et également la voix de l'Enterprise dans Extra Large Medium. En 2011, elle fit une courte apparition dans le film d'horreur La Locataire en tant qu'agent immobilier. Elle apparut dans Torchwood : Le Jour du Miracle dans les épisodes 7 (Péché Immortels) et 8 (Le Bout du tunnel). En 2012, elle eut le rôle du Docteue Patty Barker, une psychothérapeute canine, dans l'épisode Embarrassment of Bitches de la quatrième saison de Castle d'ABC.

## Vie privée
Visitor s'est mariée avec Nick Miscusi de 1989 à 1994, avec lequel elle eut un enfant. Elle commença à fréquenter son collègue de la série Star Trek: Deep Space Nine, Alexander Siddig, ils se marièrent en juin 1997 et ils divorcèrent en avril 2001. Ensemble, ils eurent leur fils, dont la grossesse fut appliquée à son personnage dans le script, à partir de l'épisode "Body Parts" de la saison 4 en 1996. Elle donna naissance à son fils Django le 16 septembre 1996 lors de la production de l'épisode "L'assignation". Cependant, son personnage restera enceinte jusqu'à l'épisode "The Begotten" de la saison 5. Au début de l'année 2002, Nana Visitor se met en couple avec Matthew Rimmer, un manager de la comédie musicale Chicago dont la cérémonie de mariage eut lieu en avril 2003.

## Filmographie

### Cinéma
- 1977 : La Sentinelle des maudits (The Sentinel) : Girl at end
- 2006 : Mini's First Time : Principal Patty Andrews
- 2008 : Swing Vote, La Voix du cœur (Swing Vote) : Galena Greenleaf
- 2009 : Vendredi 13 : Pamela Voorhees
- 2015 : Ted 2 : Agent d'adoption

### Séries télévisées
- 1976 : Ivan the Terrible : Svetlana Petrovsky
- 1981 : The Doctors (en) : Darcy Collins (1980-1981)
- 1982 : On ne vit qu'une fois (One Life to Live) : Georgina Whitman #2
- 1985 : MacGyver (saison 1, épisode 8 "Situation explosive") : Laura Farren
- 1986 : K 2000 (saison 4 "Les incendiaires") : Sandra Rusk
- 1986 : Les Routes du paradis (Highway to Heaven) : (saison 3, épisode 6 "Love at Second Sight") : Margaret Swann
- 1987 : MacGyver (saison 2, épisode 21 "MacGyver mort ou vif") : Carol Farnay[1]
- 1990 : Arabesque (saison 7, épisode 3 "Pour le meilleur et pour le pire")
- 1990 : Working Girl : Bryn Newhouse
- 1993-1999 : Star Trek : Deep Space Nine : Kira Nerys
- 2001 : Dark Angel : Dr Elizabeth Renfro
- 2005-2008 : Wildfire : Jean Ritter
- 2008 : Battlestar Galactica : Emily Kowlski
- 2011 : Torchwood : Le Jour du Miracle (saison 4, épisodes 7 & 8 "Péchés immortels" & "Le Bout du tunnel") : Olivia Colasanto
- 2012 : Castle : Dr Patty Barker
- 2017 : Dynastie : Diana (Saison 1, épisode 5)

### Téléfilms
- 1987 : The Spirit : Ellen Dolan
- 1988 : Meet the Munceys : Billie Muncey
- 1988 : Le Retour du père (A Father's Homecoming) : Laura Purcell
- 2004 : Ils sont parmi nous (They Are Among Us) : Colette
- 2018 : Dans le piège de ma belle-mère (Killer in Law) : Yvonne Hutcherson